# غرادسكو (فيليس)
غرادسكو (Градско) هي مدينة في مقاطعة فيليس في جمهورية مقدونيا.
يبلغ عدد سكانها حوالي 3679 نسمة.